# Tomocichla tuba
Tomocichla tuba és una espècie de peix de la família dels cíclids i de l'ordre dels perciformes.

## Morfologia
- Els mascles poden assolir 30 cm de longitud total.[1][2]

## Alimentació
Menja plantes aquàtiques (incloent-hi algues) i fruits, tot i que els exemplars immadurs prefereixen els insectes aquàtics.

## Hàbitat
És una espècie de clima tropical entre 23 °C-33 °C de temperatura.

## Distribució geogràfica
Es troba al vessant atlàntic de Centreamèrica: des del riu Escondido (Nicaragua) fins al riu Cricamola (Panamà).